# Ludwig Binswanger
Ludwig Binswanger (født 13. april 1881 i Kreuzlingen, død 5. februar 1966 sammesteds) var en schweizisk psykiater og pioner indenfor eksistentiel psykiatri. Han anses desuden for at være en af de mest fremtrædende af de fænomenologiske psykologer og en af de mest indflydelsesrige i udarbejdelsen af den eksistentiel psykologis og den eksistentiel terapis metoder og begreber.

## Liv og karriere
I 1907 modtog Binswanger sin medicinske embedseksamen fra universitetet i Zürich. Som ung mand arbejdede og studerede han med nogle af de største psykiatere fra den periode, som Carl Gustav Jung, Eugen Bleuler og Sigmund Freud. Han besøgte Freud (som havde citeret hans onkel Ottos arbejde om neurastheni i 1907) sammen med Jung der især bemærkede sin værts "afsky for al formalitet og etikette, hans personlige charme, hans enkelhed, afslappede åbenhed og godhed". De to mænd blev venner for livet, Freud fandt Binswangers sygdom i 1912 "særligt smertefuldt" og Binswanger tilbyder i 1938 Freud at komme til i Schweiz.
Binswanger blev medlem af den tidlige Freudgruppe som Jung havde i Schweiz, men alligevel kæmpede han hele sit liv med at placere psykoanalysen i sin tænkning. Hans artikel fra 1921 om "Psykoanalyse og klinisk psykiatri" er kun en artikel om den kamp.
Binswanger blev yderligere påvirket af eksistentiel filosofi, især efter første verdenskrig. Dette skete gennem læsning af værker af Martin Heidegger, Edmund Husserl og Martin Buber. Efterhånden udvikler han sin egen karakteristiske udgave af eksistentiel-fænomenologiske psykologi.
Fra 1911 til 1956 var Binswanger var medicinsk direktør for sanatoriet i Kreuzlingen.

## Psykologi, psykiatri og psykoterapi
Binswanger regnes sammen med Viktor Frankl for at være grundlægger af eksistentiel psykologi og eksistentiel psykiatri. Binswanger begyndte allerede i 1930’erne at bruge ideer fra Søren Kierkegaard og Martin Heidegger i sit arbejde.
Binswanger anses desuden for at være en af de to ophavsmænd til eksistentiel terapi, den anden er også Viktor Frankl. Binswanger regnes således for at være en af de to første læger, der kombinerer psykoterapi med eksistentielle og fænomenologiske ideer, et begreb han forklarer i sin bog fra 1942 Grundformen und Erkenntnis menschlichen Daseins (Den menneskelige tilværens grundformer og erkendelse). Her behandler han eksistentiel analyse som en empirisk videnskab der involverer en antropologisk tilgang til det enkelte menneske. Binswanger opfattede Husserls begreb livsverden som en nøgle til at forstå sine patienters subjektive erfaringer. For Binswanger involverer psykisk sygdom genskabelse af en verden - herunder ændringer i den levede erfaring af tid, rum, krop, fornuft og sociale relationer.

### Eksistensformer
Binswanger hævdede at der er former for eksistensen. Binswanger mente at for at man fuldt ud kan forstå en person skal man skal tage hensyn til de særlige forhold i alle tre former for eksistens.
Tilstandene er:
- Umwelt ("omverden")
- Mitwelt ("medverden" )
- Eigenwelt ("egenverden")

Umwelt kan gælde for både dyr og mennesker. Det er forholdet mellem organismen og dens omgivelser. Men ifølge Binswanger kan dyr ikke besidder den verden som mennesker har.
Mitwelt refererer til den tilstand af eksistens der er involveret i relationer imellem arter. Rent konkret gælder denne tilstand hovedsagelig for mennesker som interaktion imellem mennesker. Der henvises også til en "delt verden " som vi har sammen med andre mennesker, dvs. at vi ser vores liv i ud fra vores relationer med andre mennesker.
Eigenwelt henviser til en persons egen subjektive oplevelse. Eigenwelt er det forhold som man har med sig selv.

### Psykiske lidelser og psykoterapi
I modsætning til mere traditionelle psykiatriske tilgange, forsøgte Binswanger at forstå psykiske lidelser ud fra en forståelse af individets unikke livssituation og eksistentielle konflikter. Han mente, at forståelse af patientens livsverden var afgørende for effektiv behandlinge.
Binswanger havde særlig fokus på sorg og tab og hvordan disse eksistentielle erfaringer kunne påvirke individets psykiske velbefindende. Han udviklede begrebet "dødsangst" (Todesangst) for at beskrive den angst, der opstår som følge af erkendelsen af ens egen dødelighed
Han anvendte en fænomenologisk metode, der betød, at terapeuten skulle være åben og opmærksom på klientens subjektive oplevelser uden at påtvinge egne tolkninger. Dette krævede en respekt for individets unikke livssituation. Binswanger understregede individets frihed til at vælge og det tilhørende ansvar. Han troede på, at psykoterapi skulle hjælpe individet med at opnå større selvindsigt og bevidsthed om egne valg og handlinger.

## Indflydelse
Binswangers bidrag til psykiatri og psykoanalyse har haft en indflydelse på udviklingen af eksistentiel psykoterapi og har inspireret senere psykiatere og terapeuter til at integrere eksistentielle og fænomenologiske perspektiver i deres praksis. Binswanger har bl.a. påvirket Hermann Schmitz og Alice Holzhey-Kunz. Da Binswanger overtog Bubers ide om vigtigheden af begrebet dialog kan Binswanger også ses som en forløber for intersubjektive tilgange til terapi.
Binswangers Drøm og eksistens blev oversat fra tysk til fransk, og Michel Foucault tilføjede en vigtig introduktion til oversættelsen. Ludwig Binswanger havde en betydningsfuld indflydelse på Michel Foucaults tidlige forfatterskab. Eugene Minkowski havde tidligere indført Binswangers idéer i Frankrig og hermed påvirker hand blandt andet Lacans tidlige arbejde.

### Udgaver på tysk af udvalgte værker
- Ausgewählte Werke in 4 Bänden. Roland Asanger, Heidelberg 1992–1994
  - Band 1: Formen missglückten Daseins, hrsg. v. Max Herzog, 1992, ISBN 3-89334-206-0
  - Band 2: Grundformen und Erkenntnis menschlichen Daseins, hrsg. v. Max Herzog und Hans-Jürg Braun, 1993, ISBN 3-89334-203-6 bzw. ISBN 3-89334-207-9
  - Band 3: Vorträge und Aufsätze, hrsg. v. Max Herzog, 1994, ISBN 3-89334-204-4 bzw. ISBN 3-89334-208-7
  - Band 4: Der Mensch in der Psychiatrie, hrsg. v. Alixe Holzhey-Kunz, 1994, ISBN 3-89334-205-2 bzw. ISBN 3-89334-209-5